# Herman Slamič
Herman Slamič, slovenski športnik, partizan in gospodarstvenik, * 22. april 1906 Podgora pri Gorici, Avstro-Ogrska, † 5. avgust 1988, Šempeter pri Gorici, Socialistična federativna republika Jugoslavija.

## Življenje in delo
Rodil se je v Podgori pri Gorici v družini Alojza in Antonije Slamič rojene Ščurk. Izšolal se je za gradbenega tehnika. Družina se je pred fašističnim nasiljem izselila v Jugoslavijo. V Ljubljani je bil član ŠK Primorje. Klub katerega člani so bili predvsem primorski begunci je bil v dravski banovini med vodilnimi klubi v atletiki, nogometu in plavanju. Tudi Slamič se je ukvarjal z nogometom, a tudi z atletiko, zlasti mnogobojem. Bil je dober v teku, metu diska in v 
suvanju krogle. V teh dveh tehničnih disciplinah je bil leta 1928 slovenski prvak. Oče, ki je bil podpredsednik kolesarskega društva Sava, ga je zvabil tudi na dirkalno kolo. S kegljanjem se je ukvarjal že pred 2. svetovno vojno, odnehal pa šele ko mu je bilo 65 let.
Med narodnoosvobodilno borbo je bil član Osvobodilne fronte. Deloval je v ljubljanskih Mostah v narodni zaščiti in kot obveščevalec. Spomladi leta 1943 je odšel v partizane, najprej je bil šofer pri glavnem štabu, nato obveščevalec v Bračičevi brigadi. Poleti 1943 je bil premeščen v poveljstvo 4. operativne cone, kjer je bil odgovoren za inozemsko obveščevalni delo. Po osvoboditvi je bil zaposlen najprej na Ministrstvu za gradnje v Ljubljani, kasneje pa v pri gradbenem podjetju Primorje v Ajdovščini, kjer je bil pomočnik direktorja vse do upokojitve leta 1966.  